# قائمة أنواع الغيردية
يوجد عدة أنواع من جنس الالغيردية:
- غيردية صيفية (الاسم العلمي:Gaillardia aestivalis)
- غيردية مفلولة الأسنان (الاسم العلمي:Gaillardia amblyodon)
- غيردية سفوية (الاسم العلمي:Gaillardia aristata)
- غيردية أريزونية (الاسم العلمي:Gaillardia arizonica)
- غيردية كابريرية (الاسم العلمي:Gaillardia cabrerae)
- غيردية كواهويلية (الاسم العلمي:Gaillardia coahuilensis)
- غيردية وبرية (الاسم العلمي:Gaillardia comosa)
- غيردية دونيانية (الاسم العلمي:Gaillardia doniana)
- غيردية جصية (الاسم العلمي:Gaillardia gypsophila)
- غيردية هنريكسونية (الاسم العلمي:Gaillardia henricksonii)
- غيردية نهرية (الاسم العلمي:Gaillardia megapotamica)
- غيردية مكسيكية (الاسم العلمي:Gaillardia mexicana)
- غيردية رأساء (الاسم العلمي:Gaillardia multiceps)
- غيردية بارية (الاسم العلمي:Gaillardia parryi)
- غيردية زخرفية (الاسم العلمي:Gaillardia picta)
- غيردية ريشية مخرمة (الاسم العلمي:Gaillardia pinnatifida)
- غيردية بويلية (الاسم العلمي:Gaillardia powellii)
- غيردية جميلة (الاسم العلمي:Gaillardia pulchella)
- غيردية متأخرة (الاسم العلمي:Gaillardia serotinum)
- غيردية ملعقية (الاسم العلمي:Gaillardia spathulata)
- غيردية جذابة (الاسم العلمي:Gaillardia suavis)
- غيردية تونتالية (الاسم العلمي:Gaillardia tontalensis)
- غيردية تيرنية (الاسم العلمي:Gaillardia turneri)
- غيردية كبيرة الأزهار (الاسم العلمي:Gaillardia x grandiflora)
- غيردية متناوبة الأوراق (الاسم العلمي:Gaillardia alternifolia)
- غيردية عامودية (الاسم العلمي:Gaillardia fastigiata)
- غيردية قواريانية (الاسم العلمي:Gaillardia gauroides)
- غيردية ريشاردسونية (الاسم العلمي:Gaillardia richardsonii)